# غاري ثورنهيل
غاري ثورنهيل (بالإنجليزية: Gary Thornhill)‏ مواليد 11 فبراير 1968 في ليفربول، هو ملاكم محترف بريطاني يصنف ضمن فئة وزن الريشة بدأ مسيرته الاحترافية سنة 1993.

## إحصائيات
خاض خلال مسيرته 30 نزالا، فاز في 24 وتعادل في 1 وخسر في 5. فاز بالضربة القاضية في 12 نزالا.

## روابط خارجية
- غاري ثورنهيل على موقع بوكس ريك (الإنجليزية) (registration required)